# Siambretta
La Siambretta es una motoneta (scooter o escúter) de procedencia Argentina construida por la empresa SIAM bajo licencia de Innocenti entre octubre de 1954 y junio de 1966.
La Siambretta es la versión argentina de la marca italiana «Lambretta» procedente de la fábrica Innocenti de Ferdinando Innocenti (1891-1966), que comenzó a fabricar estas motonetas a finales de la Segunda Guerra Mundial cuando su fábrica se vio inoperativa y completamente destruida después de la misma. El país necesitaba motorizarse y fue entonces cuando Enrico Piaggio y Ferdinando Innocentti se inspiraron en los pequeños scooters que utilizaban los paracaidistas ingleses, y por separado decidieron fabricar un vehículo simple, robusto y económico que tuviera gran aceptación popular y buenas perspectivas con relación a la motocicleta. Debería además ser fácil de conducir tanto por hombres como por mujeres, y tener potencia suficiente para llevar un pasajero acompañante.

## Su origen en Sudamérica

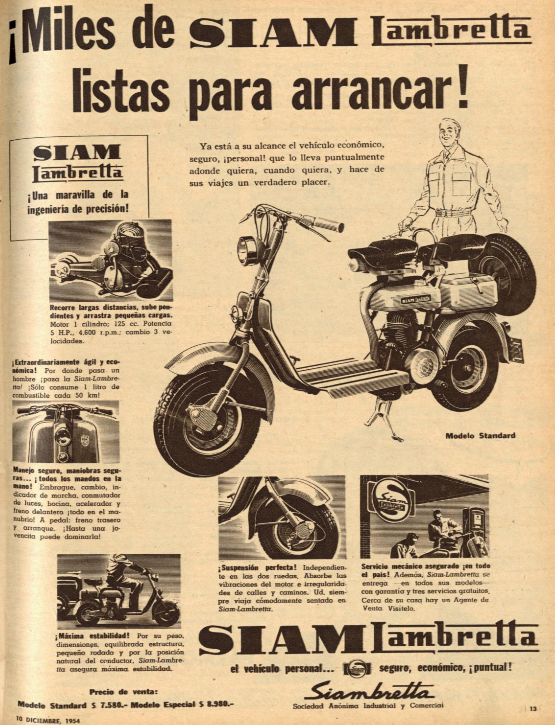
Publicidad de Siambretta en la revista El Gráfico del 10 de diciembre de 1954.

El origen de las motonetas Siambretta en Argentina comienza en los años 50, prácticamente al mismo tiempo que las «Lambrettas» y «Vespas» lo hicieron en Europa. En Argentina, SIAM, fundada en 1910, por medio de su fundador el Ing. Torcuato Di Tella, firma un contrato con Innocenti para la fabricación de tubos sin costura (SIAT), para cubrir las necesidades de la petrolera YPF que por aquellos tiempos estaba realizando oleoductos y pozos de extracción. Años después, el Ing. Di Tella fallece, Innocenti comienza la producción de estas motonetas, y SIAM decide comenzar la importación y producción de las mismas bajo el nombre de SIAM-Lambretta para después crear la división Siambretta. Durante los primeros años de producción, la mayoría de las piezas eran importadas, para luego ser nacionales casi en su totalidad.

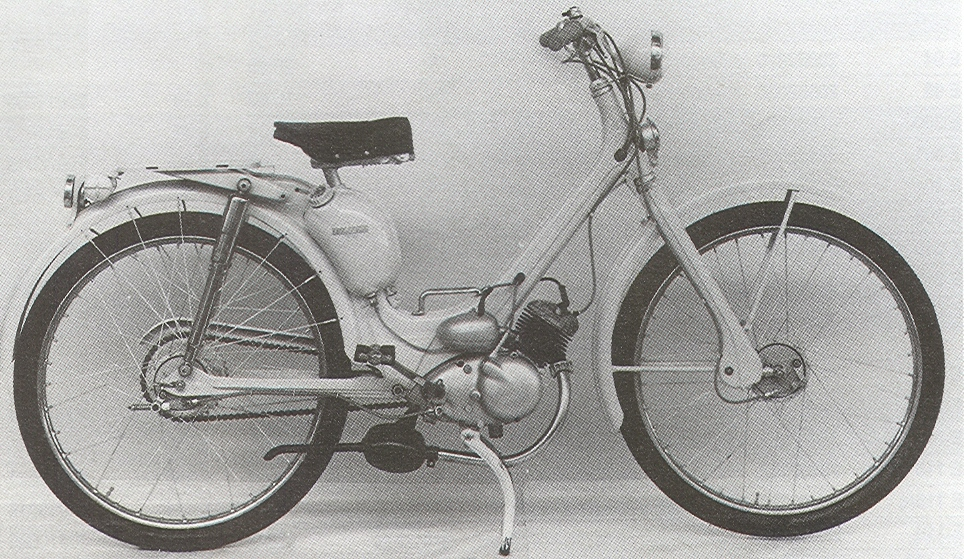
Una Siambretta 48.

### Fabricación y política
La fabricación de la Siambretta en Argentina estuvo ligada a la política y las primeras 75 Siambrettas modelo "Standard" fueron entregadas a la UES (Unión de Estudiantes Secundarios) o Jóvenes Peronistas por pedido del Presidente Perón. La popular motoneta recibió el nombre de «Pochoneta». El propio general Perón desfiló sobre una Siambretta.
Los modelos siguientes para fabricación por SIAM después del éxito de la Siambretta 125 D "Standard", fueron los modelos LD "De Lujo" que incluyó tapas laterales y con algunas modificaciones mayormente estructurales. El modelo de ciclomotor Siambretta 48 también se fabricó en el país.

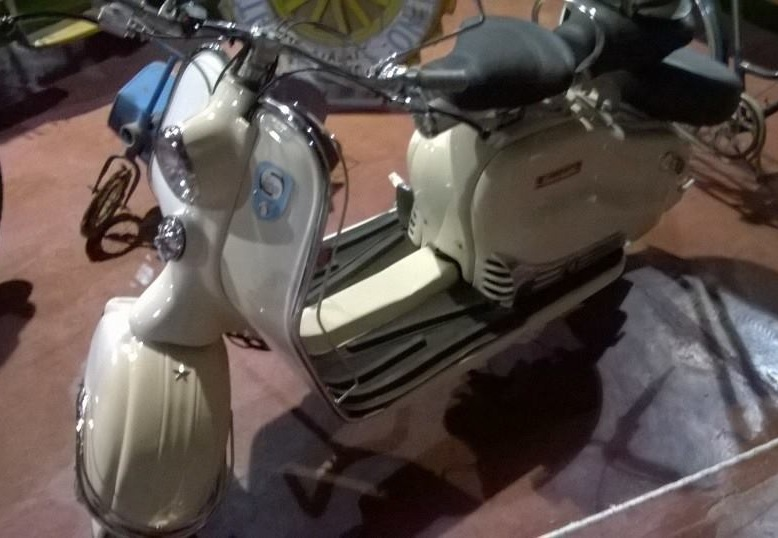
Siambretta 125 De Lujo

Siambretta agregó a la fabricación las versiones argentinas de la FLD (motofurgón 125cc), 150 LD (versión con algunas diferencias del modelo italiano), LI y 175 TV Serie II, y 175 Av (modelo estándar o sport de la TV).
Tanto el modelo Standard como De Lujo se dejaron de fabricar en 1963 y el modelo TV 175 en 1967. Siambretta también daba la oportunidad de importar la LI 150 desde Italia, a la cual le cambiaba los letreros de Lambretta y se vendían como la Siambretta LI 150 "Totalmente importada".
Una curiosidad para destacar de la Siambretta es que los modelos más conocidos en la Argentina fueron exactamente los modelos más antiguos de Lambretta, siendo así que las Lambrettas más «comunes» de encontrar en Italia son las 200, 175, 150, etc., cuando en Argentina las 125 tuvieron mucho éxito. En Argentina hay círculos de «siambreteros» que cuentan con motocicletas que son dignas de admirar por su nivel de originalidad.

## Siambretta en Uruguay y Chile
Algunos modelos de Siambretta fueron exportados desde Argentina hacia Chile y Uruguay.

## Información técnica de los modelos

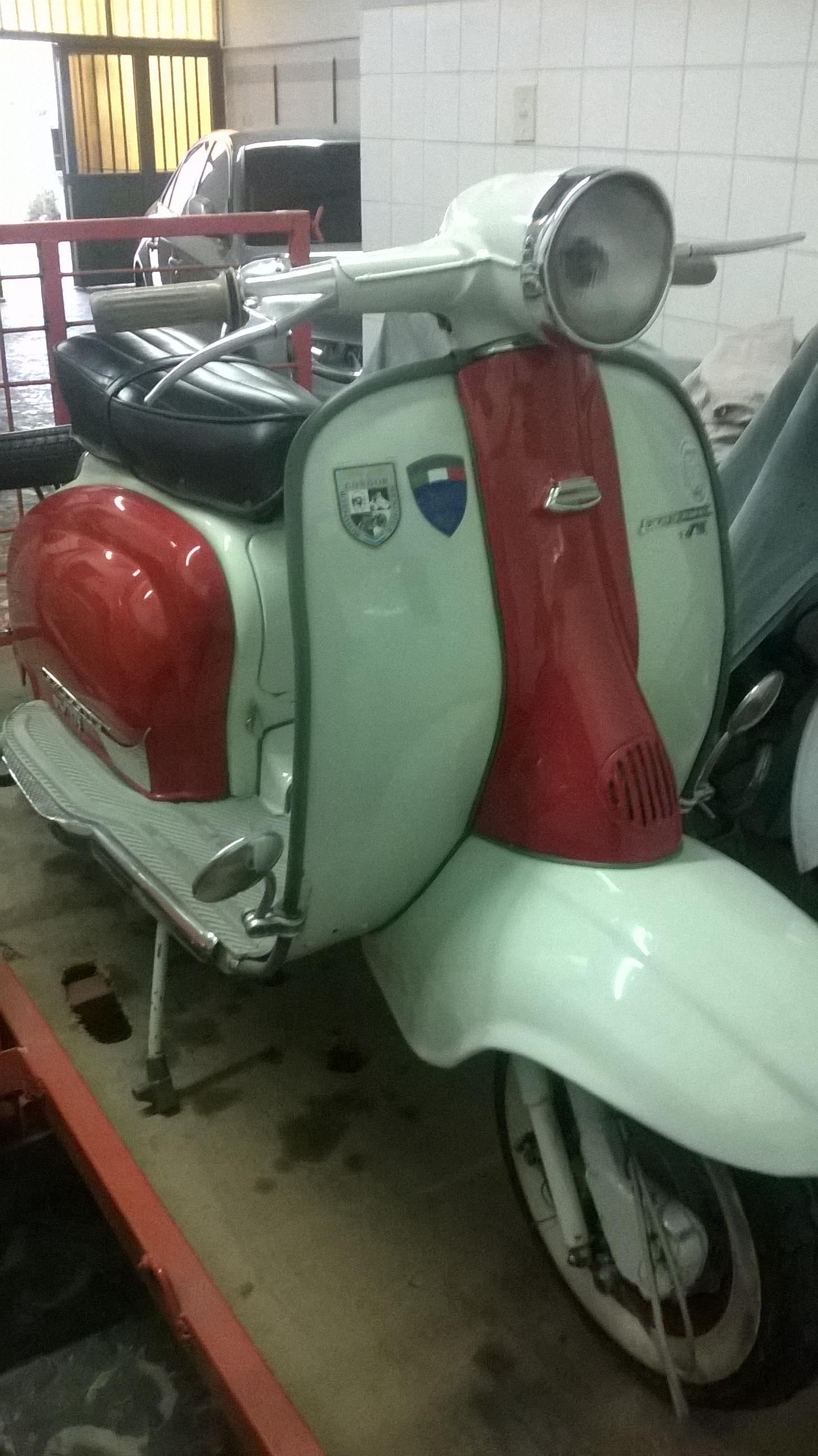
Siambretta 175 TV 1967

- Siambretta 125 Estándar y De Lujo, que fueron la réplica argentina de la Lambretta 125 D y LD (respectivamente). Tienen un motor de 125 c. c., 5 CV de potencia a 4.600 RPM y una velocidad máxima de 75 km/h con una autonomía de 280 km con un tanque lleno de 5,6 L a 50 km/h. Unos 50 km/L.

- Siambretta 175 TV es la réplica de la Lambretta 175 TV con las modificaciones pertinentes a la nacionalización. Posee un motor de 175 c. c., 8,6 CV a 6000 rpm, autonomía de 38 km/L a 55! km/h, tanque de 8,5 litros (autonomía de 320 km) y velocidad máxima de 104 km/h bajo normas DIN. Algo para destacar de este modelo es que la Siambretta AV 175 fue único en el mundo y es algo así como la Standard de las 175 por ser la misma estructura y motor de la TV pero sin los cófanos laterales. También se conoció como super estándar.

- Siambretta 48 con las mismas características de la Lambretta.

- Siambretta motofurgón, de iguales características de la Lambretta FLD 125.